# The Night Before
The Night Before – piosenka zespołu The Beatles wydana na albumie Help!. Piosenkę napisał Paul McCartney (oficjalnie za twórców utworu uznaje się duet Lennon/McCartney).

## Podział ról
- Paul McCartney - wokal, bas,
- John Lennon – wokal wspierający
- George Harrison – wokal wspierający, gitara
- Ringo Starr  - perkusja